# Bill Livingstone
William Rennison Livingstone, detto Bill (Greenock, 8 febbraio 1929 – Reading, marzo 2011), è stato un calciatore scozzese, di ruolo difensore.

## Caratteristiche tecniche
Era un difensore centrale.

## Carriera
Esordisce tra i professionisti nel corso della stagione 1949-1950 all'età di 20 anni con gli inglesi del Reading, in terza divisione; gioca in questa categoria per sei stagioni consecutive, giocando in totale 49 partite di campionato e mettendo anche a segno 2 reti.
Si trasferisce in seguito al Chelsea, in prima divisione; nella stagione 1955-1956 gioca solamente una partita in FA Cup, mentre l'anno seguente esordisce in prima divisione, giocandovi 12 partite. Dopo ulteriori 8 presenze in massima serie nel corso della stagione 1957-1958, rimane in rosa anche nella stagione 1958-1959, nella quale non scende però mai in campo in partite ufficiali. Nell'estate del 1958 scende di categoria e si trasferisce al Brentford, con cui nel corso della stagione 1959-1960 gioca 19 partite in terza divisione. Gioca infine per una stagione con i semiprofessionisti dell'Hastings Utd, militanti in Southern Football League (all'epoca una delle principali leghe calcistiche inglesi al di fuori della Football League).
In carriera ha totalizzato complessivamente 88 presenze e 2 reti nei campionati della Football League (in particolare, 20 presenze in prima divisione e 69 presenze e 2 reti in terza divisione).

## Palmarès

### Club

#### Competizioni nazionali
- FA Charity Shield: 1

Chelsea: 1955